# 행성협회
행성협회(The Planetary Society)는 천문학과 관련된 많은 연구/교육활동을 하고 있는 NGO/비영리단체이다.

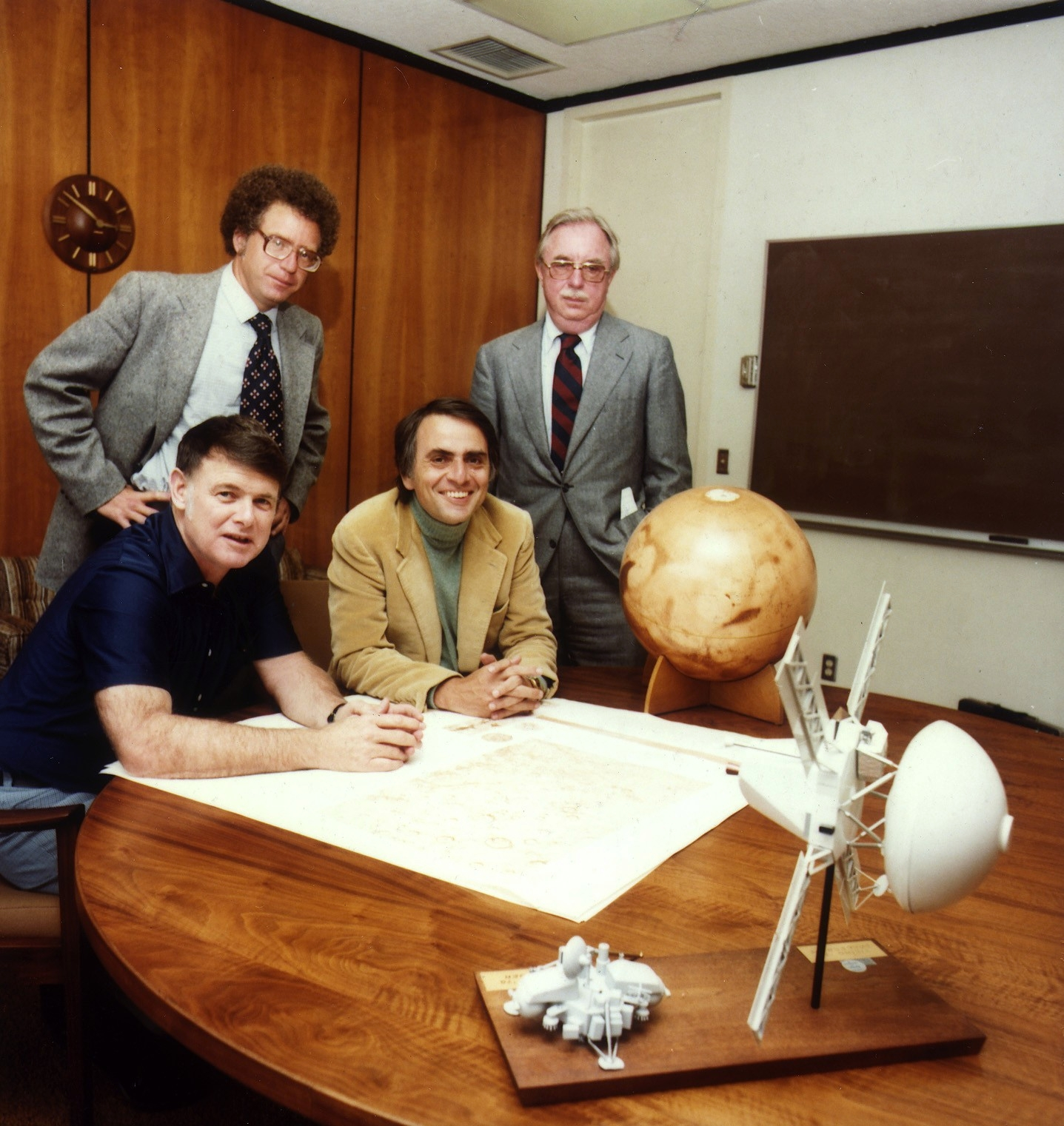
행성협회 설립자들

## 설립 및 목적
이 단체는 1980년 칼 세이건, 브루스 머레이, 루이스 프리드먼에 의해 세워졌으며 전 세계 125개국에서 참여하고 있으며 "사람들에게 또다른 세상을 탐구하고 우리가 사는 세상을 이해하며 다른 곳의 생명을 찾아내도록 하자(To inspire the people of Earth to explore other worlds, understand our own, and seek life elsewhere.)"를 목적으로 삼는다.

## 태양광 돛단배
칼 세이건(Carl Sagan))이 1976년 <더 투나잇 쇼>에 출연해 태양광을 에너지로 변환하는 돛을 달아 움직이는 우주선을 제안했다. 이러한 제안은 행성협회에서 2005년 ‘코스모스 1호’라는 이름의 탐사선으로 추진되었으나 로켓발사후 로켓으로부터 분리 및 궤도진입에 성공하지 못했다. 이후 미국 항공우주국이 같은 시도를 했으나 역시 도중하차하였다. 그러다 2015년 협회에서 이러한 태양광 돛단배(solar sail) 프로젝트를 다시 추진하게 되었다. 같은해 5월 20일에는 시험비행을, 2016년에는 실제 우주비행을 실시한다는 계획이다.

## 시도
행성협회의 태양광 돛단배 비행 시도는 코스모스 1호에 이어 2차 비행 시도가 2015년에 있었다. 우주선의 명칭은 라이트세일1호(LightSail 1)이다. 라이트세일1호는 지구궤도진입에 성공후 돗을 펼지는 작동을 목표로 한 시험비행이었다. 이후 3차시도 우주선은 2019년 론칭(launching)의 라이트세일2호(LightSail 2)로 계획되었다.

## 지원 프로젝트 목록
행성협회는 주로 천문학과 관련된 다음과 같은 첨단 연구 및 외계생명체 탐사 프로젝트 등을 지원한다.
- Amateur Space Images and UnmannedSpaceFlight.com
- Apophis Mission Design Competition
- Asteroids - The Potential Threat
- Carl Sagan Fund for the Future
- Catalog of Exoplanets
- FINDS Exo-Earths
- International Year of Astronomy
- LIFE Experiment: Phobos
- LightSail - Solar Sailing
- Mars Climate Sounder Team Website
- Messages from Earth
- Microrovers
- Mirror Bees: Planetary Defense
- Observing Earth
- Pioneer Anomaly
- Planetary Microphones
- SETI Optical Telescope
- SETI Radio Searches
- SETI@Home
- Shoemaker NEO Grants
- Space Advocacy
- Space Information
- Stardust@home

## 같이 보기
- SETI
- SETI@Home
- 외계의 지적생명탐사